# 厚裂凤仙花
厚裂凤仙花（学名：Impatiens crassiloba）为凤仙花科凤仙花属的植物，是中国的特有植物。分布于中国大陆的贵州等地，生长于海拔620米至1,600米的地区，常生长在小河、水沟以及田边，目前尚未由人工引种栽培。